# Шиї-ле-Віньобль
Шиї́-ле-Віньо́бль, Шії-ле-Віньобль (фр. Chilly-le-Vignoble) — муніципалітет у Франції, у регіоні Бургундія-Франш-Конте, департамент Жура. Населення — 600 осіб (01.01.2021).
Муніципалітет розташований на відстані близько 340 км на південний схід від Парижа, 80 км на південний захід від Безансона, 5 км на південний захід від Лонс-ле-Соньє.

## Історія
У 1956-2015 роках муніципалітет перебував у складі регіону Франш-Конте. Від 1 січня 2016 року належить до нового об'єднаного регіону Бургундія-Франш-Конте.

## Демографія
Динаміка населення (Insee ):
Розподіл населення за віком та статтю (2006):
| Стать | Всього | До 15 років | 15-24 | 25-44 | 45-64 | 65-85 | Понад 85 |
| --- | ------ | ----------- | ----- | ----- | ----- | ----- | -------- |
| Чоловіки | 214    | 34          | 34    | 51    | 64    | 31    | 0        |
| Жінки | 270    | 69          | 26    | 68    | 67    | 40    | 0        |
| \| Статево-вікова піраміда \| Статево-вікова піраміда \| Статево-вікова піраміда \| \| ----------------------- \| ----------------------- \| ----------------------- \| \| Чоловіки \| Вік \| Жінки \| \| 0 \| 85 + \| 0 \| \| 4 \| 80-84 \| 9 \| \| 9 \| 75-79 \| 9 \| \| 9 \| 70-74 \| 13 \| \| 9 \| 65-69 \| 9 \| \| 17 \| 60-64 \| 21 \| \| 13 \| 55-59 \| 21 \| \| 17 \| 50-54 \| 4 \| \| 17 \| 45-49 \| 21 \| \| 26 \| 40-44 \| 26 \| \| 17 \| 35-39 \| 21 \| \| 4 \| 30-34 \| 21 \| \| 4 \| 25-29 \| 0 \| \| 4 \| 20-24 \| 13 \| \| 30 \| 15-20 \| 13 \| \| 21 \| 10-14 \| 30 \| \| 4 \| 5-9 \| 13 \| \| 9 \| 0-4 \| 26 \| |        |             |       |       |       |       |          |
| Статево-вікова піраміда |        |             |       |       |       |       |          |
| Чоловіки | Вік    | Жінки       |       |       |       |       |          |
| 0 | 85 +   | 0           |       |       |       |       |          |
| 4 | 80-84  | 9           |       |       |       |       |          |
| 9 | 75-79  | 9           |       |       |       |       |          |
| 9 | 70-74  | 13          |       |       |       |       |          |
| 9 | 65-69  | 9           |       |       |       |       |          |
| 17 | 60-64  | 21          |       |       |       |       |          |
| 13 | 55-59  | 21          |       |       |       |       |          |
| 17 | 50-54  | 4           |       |       |       |       |          |
| 17 | 45-49  | 21          |       |       |       |       |          |
| 26 | 40-44  | 26          |       |       |       |       |          |
| 17 | 35-39  | 21          |       |       |       |       |          |
| 4 | 30-34  | 21          |       |       |       |       |          |
| 4 | 25-29  | 0           |       |       |       |       |          |
| 4 | 20-24  | 13          |       |       |       |       |          |
| 30 | 15-20  | 13          |       |       |       |       |          |
| 21 | 10-14  | 30          |       |       |       |       |          |
| 4 | 5-9    | 13          |       |       |       |       |          |
| 9 | 0-4    | 26          |       |       |       |       |          |

## Економіка
2010 року серед 365 осіб працездатного віку (15—64 років) 286 були активними, 79 — неактивними (показник активності 78,4%, у 1999 році було 72,1%). З 286 активних мешканців працювало 268 осіб (132 чоловіки та 136 жінок), безробітними було 18 (12 чоловіків та 6 жінок). Серед 79 неактивних 27 осіб було учнями чи студентами, 29 — пенсіонерами, 23 були неактивними з інших причин.

У 2010 році в муніципалітеті числилось 233 оподатковані домогосподарства, у яких проживали 639,5 особи, медіана доходів виносила 19 391 євро на одного особоспоживача